# Shion Wakayama
Shion Wakayama (若山詩音 Wakayama Shion?, Prefectura de Chiba, 10 de febrero de 1998) es una actriz de voz japonesa afiliada a Himawari Theatre Group. Algunos de sus papeles principales incluyen a Yume Minami en SSSS.Dynazenon, Cosette Schneider/Destiny en Takt Op. Destiny, Mai Kawai en Hakozume: Kōban Joshi no Gyakushū, Takina Inoue en Lycoris Recoil y Momo Ayase en Dandadan.

## Biografía
Shion Wakayama nació en la prefectura de Chiba el 10 de febrero de 1998. Se unió a Himawari Theatre Group a la edad de tres años. En 2002, fue elegida para su primer papel como Natsu en Toshii to Matsu. Siendo una fanática de los videojuegos, Wakayama quería seguir una carrera en la actuación de voz. En el 2019, consiguió su primer papel importante en un anime interpretando a Aoi Aioi en Sora no Aosa wo Shiru Hito yo.
En 2023, recibió el premio a Mejores Actrices Revelación en la 17.ª edición de los Seiyu Awards.

## Filmografía
Los papeles principales están en negrita

### Anime

#### Series de televisión
| Año  | Título                                                      | Rol                       | Refs.         |
| ---- | ----------------------------------------------------------- | ------------------------- | ------------- |
| 2006 | Red Garden                                                  | Anna Girardot             | [ 4 ]         |
| 2009 | Cookin' Idol Ai! Mai! Main!                                 | Kinako                    | [ 4 ]         |
| 2019 | Dr. Stone                                                   | Azura                     | [ 4 ]         |
| 2021 | Mushoku Tensei: Isekai Ittara Honki Dasu                    | Shizuka Nanahoshi         | [ 5 ]         |
| 2021 | SSSS.Dynazenon                                              | Yume Minami               | [ 6 ]         |
| 2021 | Sayonara Watashi no Cramer                                  | Sawa Echizen              | [ 7 ]         |
| 2021 | Takt Op. Destiny                                            | Cosette Schneider/Destiny | [ 8 ]         |
| 2021 | Mushoku Tensei: Isekai Ittara Honki Dasu Part 2             | Shizuka Nanahoshi         | [ 9 ]         |
| 2022 | Hakozume: Kōban Joshi no Gyakushū                           | Mai Kawai                 | [ 10 ]        |
| 2022 | Akebi-chan no Sailor-fuku                                   | Tomono Kojō               | [ 11 ]        |
| 2022 | Lycoris Recoil                                              | Takina Inoue              | [ 12 ]        |
| 2022 | Mobile Suit Gundam: The Witch from Mercury                  | Henao Jazz                | [ 13 ]        |
| 2022 | Kage no Jitsuryokusha ni Naritakute!                        | Annerose                  | [ 14 ]        |
| 2023 | Tsurune: Tsunagari no Issha                                 | Sae Fujiwara              | [ 15 ]        |
| 2023 | Mobile Suit Gundam: The Witch from Mercury Season 2         | Henao Jazz                | [ 16 ]        |
| 2023 | Sukinako ga Megane wo Wasureta                              | Ai Mie                    | [ 17 ]        |
| 2023 | Zom 100: Zombie ni Naru made ni Shitai 100 no Koto          | Yukari                    | [ 18 ]        |
| 2023 | Mushoku Tensei II: Isekai Ittara Honki Dasu                 | Shizuka Nanahoshi         | [ 19 ]        |
| 2024 | Ishura                                                      | Shimoha no Ripel          | [ 20 ]        |
| 2024 | Pon no Michi                                                | Izumi Tokutomi            | [ 21 ]        |
| 2024 | Mushoku Tensei II: Isekai Ittara Honki Dasu Part 2          | Shizuka Nanahoshi         | [ 22 ]        |
| 2024 | Nier: Automata Ver1.1a Part 2                               | No. 13                    | [ 23 ]        |
| 2024 | Make Heroine ga Ōsugiru!                                    | Lemon Yakishio            | [ 24 ]        |
| 2024 | Amagami-san Chi no Enmusubi                                 | Asahi Amagami             | [ 25 ]        |
| 2024 | Trillion Game                                               | Mizuki                    | [ 26 ]        |
| 2024 | Dandadan                                                    | Momo Ayase                | [ 27 ]        |
| 2025 | Ameku Takao no Suiri Karte                                  | Haruka Murota             | [ 28 ]        |
| 2025 | Momentary Lily                                              | Hinageshi Usuzumi         | [ 29 ]        |
| 2025 | Tasokare Hotel                                              | Nagomu Ariake             | [ 30 ]        |
| 2025 | Honey Lemon Soda                                            | Marin Fujita              | [ 31 ]        |
| 2025 | Lazarus                                                     | Hanna                     | [ 32 ]        |
| 2025 | Dandadan 2nd Season                                         | Momo Ayase                | [ 33 ] [ 34 ] |
| 2025 | Fermat no Ryōri                                             | Kagura Musashi            | [ 35 ]        |
| 2025 | Sono Bisque Doll wa Koi o Suru Season 2                     | Seira Kasai               | [ 36 ]        |
| 2025 | Hikaru ga Shinda Natsu                                      | Yūki Tadokoro             | [ 37 ]        |
| 2025 | Chanto Suenai Kyūketsuki-chan                               | Maimi Suzuki              | [ 38 ]        |
| 2026 | Tsuihō Sareta Tensei Jū Kishi wa Game Chishiki de Musō Suru | Luce Rubis                | [ 39 ]        |
| 2026 | Tensei Shita Daiseijo wa, Seijo de Aru Koto o Hitakakusu    | Fia Ruud                  | [ 40 ]        |
| TBA  | Blade & Bastard                                             | Berkanan                  | [ 41 ]        |
| TBA  | Ryōmin 0-nin Start no Henkyō Ryōshu-sama                    | Alna                      | [ 42 ]        |

#### Películas
| Año  | Título                                  | Rol          | Refs.  |
| ---- | --------------------------------------- | ------------ | ------ |
| 2019 | Sora no Aosa wo Shiru Hito yo           | Aoi Aioi     | [ 2 ]  |
| 2021 | Sayonara Watashi no Cramer: First Touch | Sawa Echizen | [ 7 ]  |
| 2023 | SSSS.Dynazenon Movie                    | Yume Minami  | [ 4 ]  |
| 2023 | Gridman Universe                        | Yume Minami  | [ 43 ] |
| 2024 | Fureru.                                 | Aoi Aioi     | [ 44 ] |

#### ONAs
| Año  | Título                                       | Rol          | Refs.  |
| ---- | -------------------------------------------- | ------------ | ------ |
| 2019 | Gundam Build Divers Re:Rise                  | Hinata Mukai | [ 45 ] |
| 2020 | Gundam Build Divers Re:Rise 2nd Season       | Hinata Mukai | [ 4 ]  |
| 2023 | Pokémon: Hōkago no Breath                    | Ohara        | [ 46 ] |
| 2024 | Grimm Kumikyoku                              | Yoshi        | [ 47 ] |
| 2025 | Lycoris Recoil: Friends are Thieves of Time. | Takina Inoue | [ 48 ] |

#### Especiales
| Año  | Título            | Rol   | Refs.  |
| ---- | ----------------- | ----- | ------ |
| 2022 | Dr. Stone: Ryūsui | Azura | [ 49 ] |

### Videojuegos
| Año  | Título                                         | Rol          | Refs.  |
| ---- | ---------------------------------------------- | ------------ | ------ |
| 2021 | Azur Lane                                      | Yume Minami  | [ 50 ] |
| 2023 | Grand Chase: Dimensional Chaser                | Ganymede     |        |
| 2023 | Magia Record: Puella Magi Madoka Magica Gaiden | Heruka       |        |
| 2023 | Magia Record: Puella Magi Madoka Magica Gaiden | Takina Inoue |        |
| 2024 | Zenless Zone Zero                              | Ellen Joe    |        |
| 2024 | Honkai: Star Rail                              | Yunli        |        |
| 2024 | Genshin Impact                                 | Lan Yan      | [ 51 ] |

## Premios y nominaciones
| Año  | Premios      | Categoría                   | Resultado | Refs. |
| ---- | ------------ | --------------------------- | --------- | ----- |
| 2023 | Seiyū Awards | Mejores Actrices Revelación | Ganadora  | [ 3 ] |